# Баскетбол на Літній універсіаді 2019
Баскетбол на Літній Універсіаді 2019 — змагання з баскетболу в рамках літньої Універсіади 2019 року, що проходив з 3 липня по 11 липня на трьох майданчиках в італійських містах Неаполь, Авелліно і Казерта. Були розіграні два комплекти нагород у чоловіків і у жінок.

## Історія
Турнір з баскетболу на Універсіадах є одним з обов'язкових командних видів спорту. Команд-учасниць у Турині в 1959 році було 15, і Радянський Союз завоював першу золоту медаль. Наступного разу в Софії турнір був відкритий і для жіночих збірних. 16 команд брали участь в Неаполі в 2019 році в чоловічому і жіночому турнірі.

## Правила участі
Змагання з баскетболу будуть організовані у відповідності з останніми технічними правилами Міжнародної федерації баскетболу.
У відповідності з Положенням FISU, спортсмени повинні відповідати таким вимогам для участі у Всесвітній універсіаді (стаття 5.2.1):
- До змагань допускаються студенти, що зараз навчаються у закладах вищої освіти, або закінчили навчальний заклад не більше року тому.
- Всі спортсмени повинні бути громадянами країни, яку вони представляють.
- Учасники повинні бути старше 17-ти років, але молодше 28-ми років на 1 січня 2019 року (тобто допускаються тільки спортсмени народилися між 1 січня 1991 року та 31 грудня 2001 року).

## Календар
| ЦВ | Церемонія відкриття | ● | Кваліфікації | 2 | Фінали змагань | ЦЗ | Церемонія закриття |

| Липень    | 2 Вт | 3 Ср | 4 Чт | 5 Пт | 6 Сб | 7 Нд | 8 Пн | 9 Вт | 10 Ср | 11 Чт | 12 Пт | 13 Сб | 14 Нд | Змагання |
| --------- | ---- | ---- | ---- | ---- | ---- | ---- | ---- | ---- | ----- | ----- | ----- | ----- | ----- | -------- |
| Баскетбол |      | ●    | ●    | ●    | ●    | ●    | ●    | ●    | 1     | 1     |       |       | ЦЗ    | 2        |

## Змагання серед чоловічих команд

### Груповий раунд
| Команда   | І | О |
| --------- | - | - |
| Ізраїль   | 3 | 6 |
| Австралія | 3 | 5 |
| Чехія     | 3 | 4 |
| Мексика   | 3 | 3 |

| Команда   | І | О |
| --------- | - | - |
| Латвія    | 3 | 5 |
| Аргентина | 3 | 5 |
| Хорватія  | 3 | 4 |
| Росія     | 3 | 4 |

| Команда   | І | О |
| --------- | - | - |
| США       | 3 | 6 |
| Україна   | 3 | 5 |
| Фінляндія | 3 | 4 |
| Китай     | 3 | 3 |

| Команда   | І | О |
| --------- | - | - |
| Канада    | 3 | 6 |
| Німеччина | 3 | 5 |
| Італія    | 3 | 4 |
| Норвегія  | 3 | 3 |

## Змагання серед жіночих команд

### Груповий раунд
| Команда  | І | О |
| -------- | - | - |
| Японія   | 3 | 6 |
| Чехія    | 3 | 5 |
| Угорщина | 3 | 4 |
| Україна  | 3 | 3 |

| Команда    | І | О |
| ---------- | - | - |
| Португалія | 3 | 6 |
| Росія      | 3 | 5 |
| Румунія    | 3 | 4 |
| Аргентина  | 3 | 3 |

| Команда    | І | О |
| ---------- | - | - |
| США        | 3 | 6 |
| Тайвань    | 3 | 5 |
| Словаччина | 3 | 4 |
| Мексика    | 3 | 3 |

| Команда   | І | О |
| --------- | - | - |
| Австралія | 3 | 6 |
| Китай     | 3 | 5 |
| Фінляндія | 3 | 4 |
| Канада    | 3 | 3 |

### Плей-оф
| Стадія     | Команда 1  | Команда 2 | Рахунок |
| ---------- | ---------- | --------- | ------- |
| 1/4 фіналу | Австралія  | Тайвань   | 81:72   |
| 1/4 фіналу | Португалія | Чехія     | 60:44   |
| 1/4 фіналу | США        | Китай     | 87:79   |
| 1/4 фіналу | Японія     | Росія     | 89:83   |

### Дисципліни
| Турнір   | Золото            | Срібло          | Бронза             |
| -------- | ----------------- | --------------- | ------------------ |
| Чоловіки | США (USA) ·       | Україна (UKR) · | Австралія (AUS) ·  |
| Жінки    | Австралія (AUS) · | США (USA) ·     | Португалія (POR) · |

## Медальний залік у баскетболі
| Місце              | Країна             | Золото | Срібло | Бронза | Загалом |
| ------------------ | ------------------ | ------ | ------ | ------ | ------- |
| 1                  | США (USA)          | 1      | 1      | 0      | 2       |
| 2                  | Австралія (AUS)    | 1      | 0      | 1      | 2       |
| 3                  | Україна (UKR)      | 0      | 1      | 0      | 1       |
| 4                  | Португалія (POR)   | 0      | 0      | 1      | 1       |
| Загалом (4 збірні) | Загалом (4 збірні) | 2      | 2      | 2      | 6       |